# Térésa Pératé
Térésa Pératé, ou Bézard-Pératé, née le 1er décembre 1864 à Paris et morte le 29 janvier 1940 à Marly-la-Ville,, est une peintre française.

## Biographie
Adélaïde Charlotte Térésa Pératé est la fille de Pierre Jean Charles Pératé, propriétaire, et de Marie Élisabeth Morel.
En 1886, elle épouse l'avocat François Camille Saint-Méry Deshayes.
Élève d'Émile Maillard, de Fanny Chéron et de Jeanne Lapointe, puis d'Albert Rigolot et d'Émile Cagniart, elle expose au Salon de 1893 à 1924.
Elle obtient le prix de paysage de l'Union des femmes peintres et sculpteurs en 1894.
La même année, elle divorce, puis épouse quatre ans plus tard en secondes noces, Pierre Paul Arsène Bézard, capitaine de régiment. Elle signe alors « Bézard-Pératé », ou « Bézard ».
Sa toile Nuit de septembre, achetée par l'État en 1899, est au musée de Longwy.
Elle remporte le 2e prix de l'Union en 1911. La même année, Jeanne Bourrillon-Tournay réalise son portrait.
Son mari, commandant d'infanterie, meurt  en 1915 à Dijon des suites de ses blessures au front.
Elle meurt en 1940 à l'âge de 75 ans, elle est inhumée dans le cimetière communal de Marchenoir, dans le Loir-et-Cher.

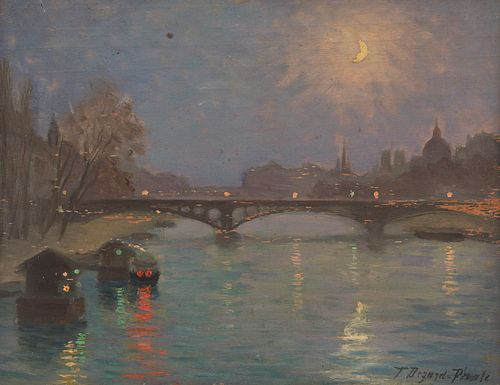
Térésa Bézard-Pératé, Sur la Seine, huile, exposée à l'Union des femmes peintres et sculpteurs, non datée.